# Deutsche Tierparkgesellschaft
Die Deutsche Tierpark-Gesellschaft e. V. (DTG) ist eine Vereinigung tiergärtnerischer Einrichtungen aus Deutschland und Nachbarländern (Dänemark, Luxemburg, Niederlande, Schweiz) mit Sitz in Bernburg. Die Geschäftsstelle befindet sich in Kleve (NRW).
Sie wurde 1976 in Delbrück gegründet und ist als Verein gemeinnützig anerkannt. Die Jahreshauptversammlung, ein themenbezogenes Seminar sowie Arbeitssicherheitsseminare finden alljährlich statt.
Die Deutsche Tierpark-Gesellschaft (DTG) vereint derzeit über 120 Mitglieder, die sich auf tiergärtnerische Einrichtungen unterschiedlicher Rechtsformen und Trägerschaften sowie Förder-,Ehren- und assoziierte Mitglieder aus beinahe allen deutschen Bundesländern verteilen. Die DTG ist Mitglied der World Association of Zoos and Aquariums (WAZA) und assoziiertes Mitglied des Verband der Zoologischen Gärten e. V. (VdZ) und der Zoologischen Gesellschaft für Arten- und Populationsschutz (ZGAP). Des Weiteren steht sie im ständigen Austausch mit Deutschen Wildgehege-Verband (DWV) sowie weiteren tiergärtnerischen Fachverbänden.
Die Zoos sind dabei nicht nur in der Erhaltungszucht und damit dem ex-Situ-Schutz verpflichtet, sie unterstützen auch verschiedene Schutzprojekte vor Ort. Über die DTG werden zudem verschiedene Schutz- und Wiederansiedlungsprojekte unterstützt.

## Vorstand
Der Vorstand setzt sich wie folgt zusammen (Stand: Oktober 2024):
- Präsident: Gert Emmrich, Tierpark Weißwasser
- Vize-Präsident: Ralf Slabik, Tierpark und Fossilium Bochum
- Vize-Präsident: Nils Kramer, Tierpark Nordhorn
- Schatzmeisterin: Daniel Schäffer, Wildpark Hundshaupten
- Beisitzer: Marc-Philip Eckstein, Vogelpark Heiligenkirchen (Detmold)
- Geschäftsführerin: Marie-Christine Kuypers

## Artenschutzprojekte
Die DTG unterstützt jährlich verschiedene Artenschutzprojekte:
- Zootier des Jahres - dieses Projekt wurde von der DTG mit initiiert und widmet sich jedes Jahr einer bedrohten, aber wenig bekannten Tierart
- Citizen Conservation - Netzwerk von hauptberuflich und privaten Tierhaltenden und koordiniert die Erhaltung und Zucht von bedrohten Arten, vor allem Amphibien und Fischen
- Stiftung Artenschutz - Gemeinschaftsinitiative von Zoologischen Gärten, Tierparks und Naturschutzorganisationen zur Erhaltung existenziell bedrohter Tierarten
- Euronerz e. V. - Der Verein widmet sich der Arterhaltung und Zucht des europäischen Nerzes in Zusammenarbeit mit zoologischen Einrichtungen
- AGESA e. V. - Die DTG unterstützt den Verein bei der Wiederansiedlung des Steinkauzes im nördlichen Harzvorland

## Presse
- Alois Gassner: Im Westen gegründet – im Osten wesentlich verstärkt: Der mitgliederstärkste deutsche Zooverband. In: DWV-News. Fachzeitschrift des Deutschen Wildgehege-Verbandes e. V. Heft 2, 2007, S. 26–29.